# 薩摩 (野球チーム)
薩摩（さつま）は、鹿児島県鹿児島市に本拠地を置き、社会人野球のクラブチームである。2019年より活動休止中。
元プロ野球選手の定岡正二が、自身の地元である鹿児島県で設立した。鹿児島県内では初めてレディース部も併設している。

## 概要
2006年、元プロ野球選手の定岡正二が社会人野球のクラブチームを設立するにあたり、5月28日に部員セレクションを行い、定岡は監督に就任した（その後総監督に就任）。9月19日付けで『薩摩』として日本野球連盟に新規登録された。鹿児島県内では鹿児島ホワイトウェーブに次いで2チーム目となる社会人野球チームである（なお、鹿児島ホワイトウェーブも定岡が設立に関わっている）。
2007年から2008年にかけて、「宮崎ゴールデンゴールズや大分ソーリンズ野球倶楽部などとともに、独立リーグである九州リーグを設立する予定」という報道もなされたが、同チームも含めた多くのクラブチームがプロ化の道を選択せずに頓挫し、九州リーグ構想自体が四国・九州アイランドリーグの中に九州の球団を加盟させる方向に変更した。その後、上記の2チームと八代レッドスター硬式野球クラブを加えた4県4チームで社会人野球の地域自主リーグとして2009年より南九州リーグが開幕した。
2019年2月28日、活動休止が発表された。

## 元プロ野球選手の競技者登録
- 定岡正二 - 監督→総監督（元：読売ジャイアンツ）